# 헤하산
헤하산은 부룬디의 가장 높은 산이자 부룬디 고원 산맥의 최고점이다. 이 산은 부룬디의 부줌부라 교외주에 위치하며, 탕가니카호 동쪽으로 약 20 km, 부룬디 최대 도시이자 옛 수도인 부줌부라 남동쪽으로 약 30 km 떨어져 있다.